# Sabellaria marskaae
Sabellaria marskaae är en ringmaskart som beskrevs av Kirtley 1994. Sabellaria marskaae ingår i släktet Sabellaria och familjen Sabellariidae. Inga underarter finns listade i Catalogue of Life.